# Talitrus trukana
Talitrus trukana is een vlokreeftensoort uit de familie van de Talitridae. De wetenschappelijke naam van de soort is voor het eerst geldig gepubliceerd in 1960 door K.H. Barnard.